# Distrito de Muri
El distrito de Muri (en alemán Bezirk Muri) es uno de los quince distritos del cantón de Argovia. Tiene una superficie de 138,96 km². La capital del distrito es la ciudad histórica de Muri.

## Geografía
El distrito de Muri limita al norte con el distrito de Bremgarten, al este con Affoltern (ZH) y el cantón de Zug, al sur con el distrito de Lucerna (LU), y al oeste con Hochdorf (LU) y Lenzburg.

## Comunas
| Distrito de Muri  | Distrito de Muri       | Distrito de Muri |
| Comunas           | Población (31.12.2014) | Superficie km²   |
| ----------------- | ---------------------- | ---------------- |
| Abtwil            | 966                    | 4.14             |
| Aristau           | 1402                   | 8.64             |
| Auw               | 1907                   | 8.61             |
| Beinwil (Freiamt) | 1098                   | 11.29            |
| Besenbüren        | 601                    | 2.38             |
| Bettwil           | 534                    | 4.25             |
| Boswil            | 2681                   | 11.78            |
| Bünzen            | 1015                   | 5.77             |
| Buttwil           | 1160                   | 4.61             |
| Dietwil           | 1279                   | 5.49             |
| Geltwil           | 190                    | 3.28             |
| Kallern           | 318                    | 2.67             |
| Merenschwand      | 3422                   | 13.51            |
| Mühlau            | 1015                   | 5.52             |
| Muri              | 7477                   | 12.34            |
| Oberrüti          | 1477                   | 5.37             |
| Rottenschwil      | 809                    | 4.49             |
| Sins              | 4216                   | 20.28            |
| Waltenschwil      | 2718                   | 4.54             |
| Total (19)        | 34 285}}               | 138.96           |

## Cambios desde 2000

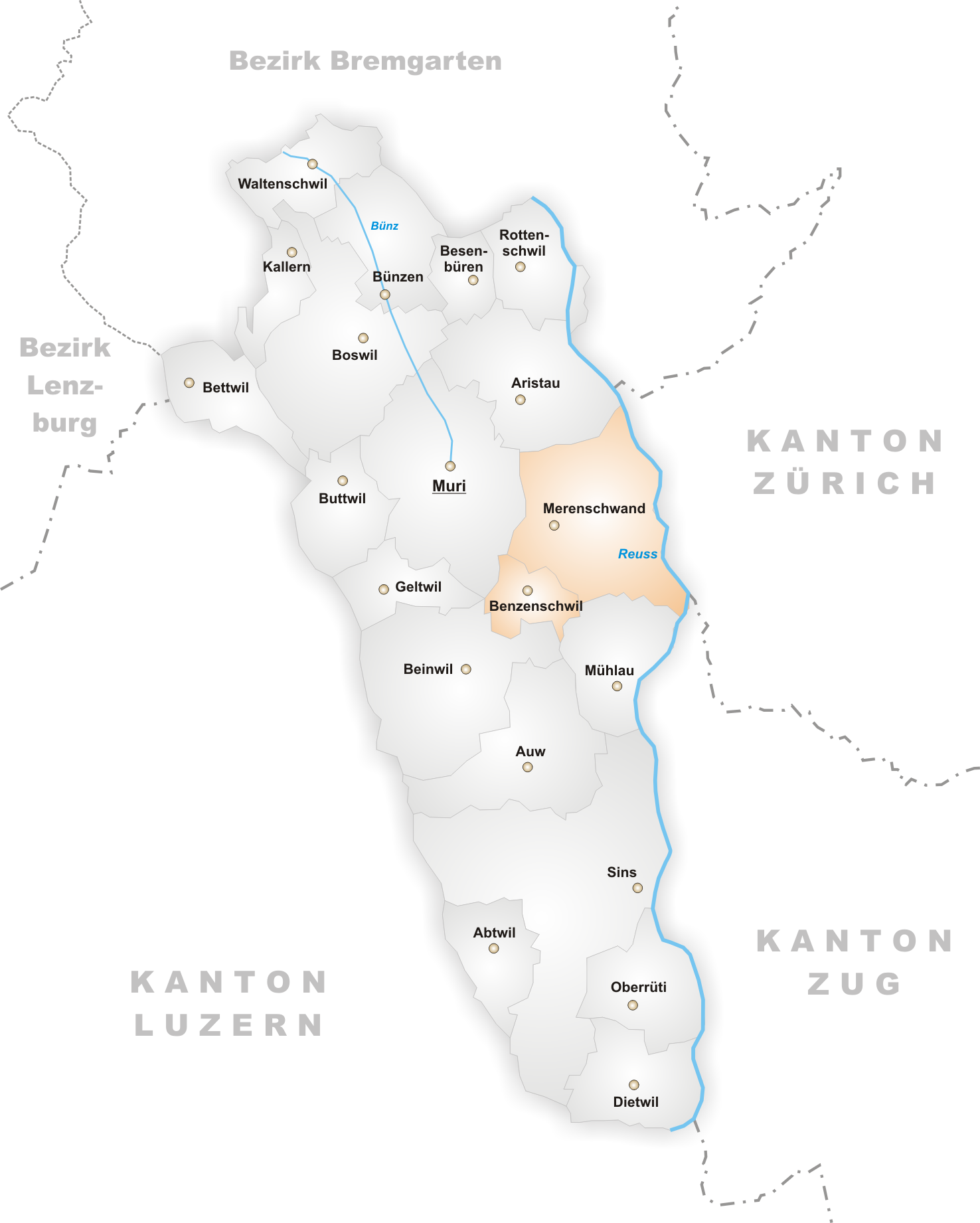
Comunas hasta 2011

### Fusiones
- 2012: Benzenschwil y Merenschwand → Merenschwand